# Shaanxi KJ-200
Shaanxi KJ-200 (tiếng Trung: 空警-200; bính âm: Kōngjǐng Liǎngbǎi; dịch nghĩa: "Cảnh báo trên không-200"; Tên ký hiệu NATO: Moth hoặc Y-8 Balance Beam) là một loại máy bay chỉ huy và cảnh báo sớm trên không (AEW&C) được sử dụng trong Không quân và Hải quân Quân Giải phóng Nhân dân Trung Quốc. Nó được chế tạo bởi Shaanxi Aircraft Corporation (Tập đoàn Máy bay Thiểm Tây), dựa trên khung thân máy bay vận tải quân sự Shaanxi Y-8.

## Thiết kế và phát triển
Thành phần quan trọng của chiếc máy bay này là hệ thống radar mảng quét điện tử chủ động AESA, nhìn bề ngoài tương tự như hệ thống Saab Erieye được gắn trên các thanh chống phía trên thân sau ở lưng máy bay, cũng như các vòm cảm biến ở dưới bụng. Khung thân máy bay dựa trên Shaanxi Y-8F-600, có thông tin cho rằng động cơ tuốc bin cánh quạt Pratt & Whitney Canada PW150B và hệ thống điện tử hàng không Honeywell đã được gắn kết hợp với nhau.
Nhà thiết kế chung của KJ-200 là Ouyang Shaoxiu (欧阳绍修), và cũng là nhà thiết kế của Y-8. Theo Ouyang, KJ-200 đã được sửa đổi đáng kể (khoảng 80%) so với Y-8 ban đầu, bao gồm cả việc sử dụng buồng lái màn hình hiển thị.

## Lịch sử hoạt động
Năm 2006, một chiếc KJ-200 đã đâm vào một ngọn núi ở thành phố Quảng Đức khi đang trong quá trình thử nghiệm.
Trong cuộc duyệt binh mừng lễ Quốc khánh Trung Quốc vào ngày 1 tháng 10 năm 2009, một chiếc KJ-200 được đảm nhận vai trò dẫn đầu đoàn máy bay biểu diễn.
Tháng 2 năm 2017, một chiếc máy bay Lockheed P-3 Orion của Hải quân Hoa Kỳ và một chiếc KJ-200 đã vô tình bay áp sát nhau trên Biển Đông. Hai máy bay chỉ cách nhau trong khoảng 300 mét (1.000 ft).

## Quốc gia sử dụng
Trung Quốc
- Không quân Trung Quốc - 5 chiếc KJ-200[8]
- Hải quân Trung Quốc - 6 chiếc KJ-200H[9]